# Madarounfa (département)
Madarounfa est un département de la région de Maradi, au sud du Niger. Il a pour chef-lieu la ville de Madarounfa.

## Géographie

### Administration
Le département compte 6 communes, 5 cantons, 2 groupements et 294 villages.
- Commune urbaine : Madarounfa
- Communes rurales : Dan Issa, Djiratawa, Gabi, Safo, Sarkin Yamma.

### Situation
Madarounfa est située à environ 20 km au sud de Maradi et 550 km à l'est de Niamey, la capitale du pays.

## Population
La population de la commune urbaine était estimée à 66 403 habitants en 2011,.
La population de Madarounfa est essentiellement composée de Haoussas, Peulh et Touareg.

## Économie
La région de Madarounfa pratique l'agriculture, l'élevage, la pêche et le commerce. Elle a des possibles ressources minières comme l'or dans la région de Gabi, Maraka et Nielloua dan issa.

## Histoire
La population de la région de Madarounfa est en majorité musulmane, cependant on y trouve des animistes et chrétiens.

## Culture et patrimoine
Madarounfa un riche potentiel touristique et culturel:
- les 99 saints autour du lac de Madarounfa
- le camping touristique au bord du lac Madarounfa
- les rochers et Goulbi Nielloua
- les éléphans de Gabi